# DDR-Rundfahrt 1954

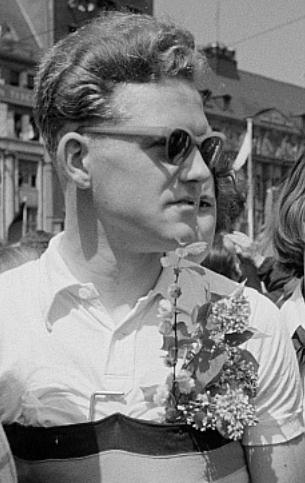
Rundfahrtsieger: Gustav-Adolf Schur

Die DDR-Rundfahrt 1954 wurde vom 28. August bis zum 5. September ausgetragen. Die zum sechsten Mal veranstaltete Rundfahrt gewann der Leipziger Gustav-Adolf Schur, in der Mannschaftswertung siegte das Team SV Einheit I.

## Teilnehmer
Das Fahrerfeld der sechsten DDR-Rundfahrt bestand aus 18 Mannschaften mit jeweils fünf Fahrern, sodass insgesamt 90 Aktive beteiligt waren. Die DDR-Sportvereinigung Einheit trat mit zwei Mannschaften an, jeweils ein Team entsandten die Sportvereinigungen Aktivist-Traktor, Aufbau, Chemie, Dynamo, Empor, Fortschritt, Lokomotive, Medizin, Motor, Post, Rotation, Stahl, Turbine, Wismut und Wissenschaft. Dazu kamen die beiden westdeutschen Teams der Landesverbände Nordrhein-Westfalen und Baden-Württemberg des Bundes Deutscher Radfahrer.

## Streckenverlauf
Die Rundfahrt wurde in acht Etappen ausgetragen, Start und Ziel waren in Ost-Berlin. Die gesamte Strecke war 1503 Kilometer lang und berührte 9 der 14 DDR-Bezirke. Die längste Etappe wurde mit 217 Kilometern von Magdeburg nach Schwerin gefahren, der kürzeste Tagesabschnitt war Bautzen – Karl-Marx-Stadt mit 150 Kilometern. Die Etappe Erfurt – Magdeburg mit der Harzüberquerung war die einzige Bergetappe.

## Rennverlauf
Die sechste DDR-Rundfahrt stand ganz im Zeichen des Leipzigers Gustav-Adolf Schur, der seinen Vorjahressieg wiederholte, und der 1. Mannschaft der SV Einheit mit ihren Fahrern Benno Funda, Fritz Jährling, Rudi Kirchhoff, Werner Malitz und Heinz Sippli. Während Schur zwei Etappen gewann, holte die SV Einheit mit Kirchhoff, Malitz und Jährling drei Tagessiege. Nachdem das Gelbe Trikot des Spitzenreiters auf den ersten vier Etappen ständig gewechselt hatte, übernahm Schur nach dem Gewinn der fünften Etappen von Erfurt in seine Heimatstadt Magdeburg die Spitze in der Einzelwertung, und gab das Gelbe Trikot bis zum Ziel in Ost-Berlin nicht mehr ab. In Berlin hatte Schur schließlich einen Vorsprung von 1:13 min vor dem Zweitplatzierten Erwin Wittig von SC Einheit II. Bester nicht aus der DDR kommender Fahrer wurde Heinz Ebbers aus Nordrhein-Westfalen auf dem sechsten Platz. Seine Mannschaft lieferte sich lange mit der SV Wismut einen Kampf um Platz zwei in der Mannschaftswertung, den die Wismutfahrer schließlich auf der vorletzten Etappe für sich entscheiden konnten. Auch die zweite bundesdeutsche vom Landesverband Württemberg verkaufte sich mit Platz acht gut und ließ zehn DDR-Mannschaften hinter sich.
| Etappe | Start – Ziel                    | Länge (km) | Sieger (Mannschaft)                  | Zeit (h)  |
| ------ | ------------------------------- | ---------- | ------------------------------------ | --------- |
| 1      | Ost-Berlin – Bautzen            | 197        | Rudi Kirchhoff (SV Einheit I)        | 5:00:00   |
| 2      | Bautzen – Karl-Marx-Stadt       | 150        | Erich Schulz (SV Post)               | 4:34:40   |
| 3      | Karl-Marx-Stadt – Halle (Saale) | 197        | Gustav-Adolf Schur (SV Wissenschaft) | unbek. *) |
| 4      | Halle (Saale) – Erfurt          | 156        | Josef Pawlik (LV Nordrhein-W.)       | *)        |
| 5      | Erfurt – Magdeburg              | 186        | Gustav-Adolf-Schur (SV Wissenschaft) | *)        |
| 6      | Magdeburg – Schwerin            | 217        | Josef Pawlik (LV Nordrhein-W.)       | 5:59:20   |
| 7      | Schwerin – Greifswald           | 202        | Werner Malitz (SV Einheit I)         | 5:24:01   |
| 8      | Greifswald – Ost-Berlin         | 198        | Fritz Jährling (SV Einheit I)        | *)        |

## Endergebnisse
|     | Fahrer             | Mannschaft             | Zeit (h)  |
| 01. | Gustav-Adolf Schur | SV Wissenschaft        | 44:08:42  |
| 02. | Erwin Wittig       | SV Einheit II          | 44:10:05  |
| 03. | Rudi Kirchhoff     | SV Einheit I           | 44:14:13  |
| 04. | Bernhard Trefflich | SV Wismut              | 44:14:21  |
| 05. | Werner Malitz      | SV Einheit I           | 44:18:18  |
| 06. | Herbert Ebbers     | LV Nordrhein-Westfalen | 44:21:49  |
| 07. | Heinz Fiedler      | SV Motor               | 44:26:20  |
| 08. | Lothar Meister II  | SV Einheit II          | 44:27:13  |
| 09. | Horst Beuster      | SV Rotation            | 44:28:22  |
| 10. | Erich Schulz       | SV Post                | 44:29:21  |
| 11. | Horst Siegel       | SV Wismut              | unbekannt |
| 12. | Helmut Stolper     | SV Lokomotive          | unbekannt |
| 13. | Paul Dinter        | SV Motor               | unbekannt |
| 14. | Dieter Köhler      | SV Stahl               | unbekannt |
| 15. | Werner Weber       | SV Wismut              | unbekannt |
| 0 … |                    |                        |           |

|     | Mannschaft                     | Zeit (h)  |
| 01. | SV Einheit I                   | 132:48:31 |
| 02. | SV Wismut                      | 133:08:46 |
| 03. | LV Nordrhein-Westfalen         | 133:22:36 |
| 04. | SV Motor                       | 133:24:13 |
| 05. | SV Einheit II                  | 133:35:21 |
| 06. | SV Lokomotive                  | 134:13:40 |
| 07. | SV Stahl                       | 134:37:53 |
| 08. | LV Württemberg                 | 134:43:30 |
| 09. | SV Aufbau                      | 134:50:07 |
| 10. | SV Rotation                    | 134:51:56 |
| 11. | SV Chemie                      | 135:04:15 |
| 12. | SV Post                        | 135:20:33 |
| 13. | SV Turbine                     | 135:39:57 |
| 14. | SV Empor                       | 135:50:41 |
| 15. | SV Medizin                     | 135:53:45 |
| 16. | SV Fortschritt                 | 136:07:59 |
| 17. | SV Aktivist/Traktor            | 136:34:02 |
|     | ausgeschieden: SV Wissenschaft |           |